# 曹金鑣
曹金鑣（1831年—1898年），一名圣亨，字范卿，廣東连州（今连州市）星子曹屋村人。清朝軍事將領。

## 生平
同治四年（1865年），登乙丑科三甲武進士。以卫守备用。同治十二年（1873年），贵州清江县苗乱，经贵州提督何东山保奏，任都司率师征剿。旋署任贵州清江协副将，赏戴花翎。在任不足一年，积劳致病，不久告假归田。